# Amane Shindō
Amane Shindō (進藤 あまね Shindō Amane?, 20 de abril de 2004) es una seiyū y cantante japonesa afiliada a Hibiki. Es conocida por darle las voces de los personajes en la serie de anime Bermuda Triangle: Colorful Pastrale, Rebirth y BanG Dream!, donde también es miembro de la banda Morfonica, sirviendo como vocalista e interpretando al personaje del universo Mashiro Kurata.

## Carrera
Shindō firmó un contrato con la agencia HibiKi a la edad de 14 años. En 2019, hizo su debut como actriz de voz en la serie de anime Bermuda Triangle: Colorful Pastrale, donde interpretó a Caro. También interpretó a Shūko Mino en la serie corta de anime Rebirth, parte del juego de cartas Rebirth for you de Bushiroad.
En marzo de 2020, Bushiroad anunció la formación de Morfonica, una banda de acción en vivo para la franquicia BanG Dream!, con Shindō manejando la voz y retratando al personaje del universo Mashiro Kurata. Ella ya estaba familiarizada con la serie antes de Morfonica, ya que jugaba regularmente al juego móvil BanG Dream! Girls Band Party!. A los 15 años, era la actriz de doblaje más joven de la franquicia y tenía la misma edad que Mashiro en su presentación; El creador de la serie, Takaaki Kidani, sintió que la edad compartida enfatiza la conexión entre Shindō y su personaje, incluidos sus crecimientos en la vida real y en el universo, respectivamente.
En una entrevista con la revista Famitsu, Shindō notó que tiene una voz baja en contraste con el tono previsto de Mashiro, por lo que intenta interpretar las canciones de Morfonica en un tono más alto. A raíz de la reacción violenta y el acoso cibernético de parte de la base de fans por su voz para cantar y la incorporación de Morfonica a Girls Band Party! antes de la banda Raise A Suilen, Bushiroad y su agencia han declarado su intención de emprender acciones legales.
También participa en la franquicia D4DJ de Bushiroad como miembro de la unidad de DJ Lyrical Lily, para la cual da voz al personaje de Haruna Kasuga.

## Filmografía

### Anime
2019
- Bermuda Triangle: Colorful Pastrale, Caro

2020
- BanG Dream! 3rd Season, Mashiro Kurata
- BanG Dream! Girls Band Party! Pico: Ohmori, Mashiro Kurata
- Rebirth, Shūko Mino
- Assault Lily Bouquet, Akari Tamba

2021
- D4DJ Petit Mix, Haruna Kasuga

2022
- Life with an Ordinary Guy Who Reincarnated into a Total Fantasy Knockout, Ultina
- Cardfight!! Vanguard will+Dress, Megumi Ōkura
- BanG Dream! Morfonication, Mashiro Kurata[7]

2023
- D4DJ All Mix, Haruna Kasuga

### Películas
2021
- BanG Dream! Film Live 2nd Stage, Mashiro Kurata[8]

2022
- BanG Dream! Poppin'Dream!, Mashiro Kurata[9]

### Videojuegos
2020
- Magia Record: Puella Magi Madoka Magica Gaiden, Mikage Yakumo